# František Smak (1943)
František Smak (* 20. září 1943) je bývalý slovenský fotbalový brankář. Po skončení aktivní kariéry působil jako trenér. Fotbalový brankář byl i jeho syn František Smak.

## Fotbalová kariéra
V československé lize chytal za ZVL Žilina. Nastoupil v 97 ligových utkáních. Ze Žiliny odešel v létě 1974 do Spartaku Dubnica.

## Ligová bilance
| Ročník                                   | Zápasy | Góly | Klub       |
| ---------------------------------------- | ------ | ---- | ---------- |
| 1. československá fotbalová liga 1966/67 | 4      | 0    | ZVL Žilina |
| 1. československá fotbalová liga 1967/68 | 12     | 0    | ZVL Žilina |
| 1. československá fotbalová liga 1968/69 | 21     | 0    | ZVL Žilina |
| 1. československá fotbalová liga 1969/70 | 16     | 0    | ZVL Žilina |
| 1. československá fotbalová liga 1970/71 | 22     | 0    | ZVL Žilina |
| 1. československá fotbalová liga 1971/72 | 2      | 0    | ZVL Žilina |
| 1. československá fotbalová liga 1972/73 | 20     | 0    | ZVL Žilina |
| CELKEM                                   | 97     | 0    |            |

## Trenérská kariéra
- 1. slovenská národní fotbalová liga 1982/83 - Spartak ZŤS Dubnica nad Váhom - asistent
- 1. slovenská národní fotbalová liga 1983/84 - Spartak ZŤS Dubnica nad Váhom - asistent